# Andreas Erdmann
Andreas Erdmann (geboren 1971 in Köln) ist ein deutscher Dramatiker und Dramaturg. Er ist seit 2016 als Leitender Dramaturg am Landestheater Linz verpflichtet.

## Leben und Werk
Erdmann studierte ab 1991 Schauspielregie am Institut für Musiktheater, Theater und Film der Universität Hamburg. 1995 ging er in die Schweiz und arbeitete dort als Regieassistent am Schauspielhaus Zürich, freier Autor und Mitarbeiter der Wochenzeitung WoZ. Erdmann veröffentlichte Hörspiele und Theaterstücke und war im Sommer 2000 Stipendiat am Royal Court Theatre in London. 2002 wurde er von Matthias Hartmann als Dramaturg ans Schauspielhaus Bochum verpflichte und wechselte 2005 ans Schauspielhaus Zürich. Ab 2009 war er Geschäftsführender Dramaturg am Schauspiel Frankfurt.
Ab 2012 war Erdmann als Leitender Dramaturg am Wiener Burgtheater verpflichtet und war unter anderem Produktionsdramaturg der Erfolgsproduktionen Onkel Wanja (2012), Der böse Geist Lumpacivagabundus (Koproduktion mit den Salzburger Festspielen 2013) sowie des Dorst’schen Parzival (2014), des Kleist’schen Käthchen von Heilbronn  und der Präsidentinnen von Werner Schwab (beide 2015).
Das Zeitzeugenprojekt des Autors Doron Rabinovici, Die letzten Zeugen (2013, anlässlich des 75. Jahrestags des Novemberpogroms 1938), das Erdmann als Dramaturg betreute, wurde 2014 zum Berliner Theatertreffen eingeladen.
Von 2012 bis 2015 betreute Erdmann zahlreiche Sonderveranstaltungen des Burgtheaters, so das Festival Szene Ungarn – Ausschnitte einer Theaterlandschaft und Europa im Diskurs – Debating Europe in Kooperation mit dem STANDARD, der ERSTE Stiftung und dem Institut für die Wissenschaften vom Menschen (IWM).
Seit der Spielzeit 2016/17 ist Erdmann Leitender Dramaturg für das Schauspiel am Landestheater Linz. Er begleitete dort eine Reihe von Neuinszenierungen, betreut häufig Inszenierungen des Schauspielleiters Stephan Suschke, aber auch Arbeiten der Regisseure Susanne Lietzow, Stephanie Mohr, Katrin Plötner, Charlotte Sprenger, Matthias Rippert, Peter Wittenberg.
Erdmann ist Autor des Theater-Blogs des Landestheater Linz: #wasmachendramaturg*innen.

## Theatertexte
- Schädelstätte oder die Bekehrung der heiligen Maria, Uraufführung 1999 am Schauspielhaus Zürich (R: Andreas Erdmann)
- Terroristen, Uraufführung 2000 am Schauspiel Essen (R: Katharina Kreuzhage)
- Bühnenfassung von Habe ich dir eigentlich schon erzählt ...., Ein Märchen für alle von Sibylle Berg, Uraufführung 2004 am Deutschen Theater in Göttingen (Regie: Katja Fillmann)
- Bühnenfassung von Janne Tellers Nichts – Was im Leben wichtig, Deutschsprachige Erstaufführung 2011 am Düsseldorfer Schauspielhaus (Regie: Marco Štorman)